# هوليداي غراينغر
هوليداي كلارك غراينغر (بالإنجليزية: Holliday Clark Grainger)‏؛ ممثلة مسرح وشاشة إنجليزية بريطانية ولدت في يوم 27 مارس 1988 في مدينة مانشستر إنجلترا المملكة المتحدة.

## حياتها الشخصية
تعيش غراينغر في مانشستر مع والدتها جيانيتا غراينغر مصممة جرافيك.

## الأعمال

### الأفلام
| السنة | العنوان                    | الدور            | ملاحظات   |
| ----- | -------------------------- | ---------------- | --------- |
| 2009  | Awaydays                   | مولي كارتي       |           |
| 2009  | The Scouting Book for Boys | إيميلي           |           |
| 2010  | Colette                    | كوليت            | فيلم قصير |
| 2011  | جين إير                    | ديانا ريفيرز     |           |
| 2012  | أنا كارينينا (فيلم)        | البارونة         |           |
| 2012  | أمال كبيرة (فيلم 2012)     | إستيلا هافيشام   |           |
| 2015  | سندريلا                    | اناستازيا تريمين |           |
| 2016  | أفضل الساعات               | ميريام           |           |
| 2017  | حمى التوليب                | ماريا            |           |
| 2017  | إبنة عمي ريتشل             | لويز كيندال      |           |

## روابط خارجية
- هوليداي غراينغر على موقع IMDb (الإنجليزية)
- هوليداي غراينغر على موقع روتن توميتوز (الإنجليزية)
- هوليداي غراينغر على موقع قاعدة بيانات الأفلام العربية
- هوليداي غراينغر على موقع ألو سيني (الفرنسية)
- هوليداي غراينغر على موقع أول موفي (الإنجليزية)
- هوليداي غراينغر على موقع قاعدة بيانات الأفلام السويدية (السويدية)
- هوليداي غراينغر على موقع قاعدة بيانات الفيلم (الإنجليزية)
- هوليداي غراينغر على موقع كينوبويسك (الروسية)